# Trois Fantasiestücke opus 111 de Schumann
Les Trois Fantasiestücke, ou Trois Phantasiestücke (Trois pièces de fantaisie) pour piano opus 111 de Robert Schumann, ont été composées en 1851.
Ce sont l'une des quatre œuvres intitulées Fantasiestücke, avec les opus 12, 73 (les plus connus) et 88.

## Titre
Trois Fantasiestücke, ou Trois Phantasiestücke (Trois pièces de fantaisie) pour piano opus 111, sont l'une des quatre compositions de Schumann portant le titre Fantasiestücke. Les trois autres sont :
- Fantasiestücke opus 12, pour piano, 1837;
-  Fantasiestücke opus 73, pour piano et clarinette (ad lib alto ou violoncelle), 1849;
- Fantasiestücke opus 88, pour piano, violon et violoncelle, 1842.
Elles s'inspirent des « pièces de fantaisie à la manière de Callot » d'Ernst Theodor Amadeus Hoffmann, publiées en 1814-1815, tant pour le titre que pour le sens du fantastique propre au graveur du XVIIe siècle.

## Présentation
Schumann compose l'opus 111 en 1851, quelques mois après sa nomination au poste de Generalmusikdirektor (Directeur musical) de l'orchestre de Düsseldorf . En septembre, Clara Schumann écrit dans son journal : 

« Robert a composé trois pièces pour piano d'un caractère grave et passionné qui me plaisent énormément. »

Dans ces trois pièces, il retrouve le « ton passionné qui était celui des Phantasiestücke op. 12 » composées quatorze ans plus tôt en 1837.
Elles révèlent « la fougue, l'impétuosité et la jeunesse intérieure du compositeur, suivies d'une atmosphère contemplative et paisible. » Il les aurait écrites  comme un hommage à l'opus 111 de Beethoven, la Sonate pour piano no 32, en raison de sa prédilection pour cette œuvre.

## Détails

### Durée
Schumann a donné des indications précises concernant le tempo, mais chaque pianiste l'adapte en fonction de son tempérament. De ce fait, la durée totale de l'interprétation des trois pièces est variable, entre 10 et 12 minutes.

### Structure
Les deux pianistes James Friskin et Irwin Freundlich (en) présentent succinctement les Three Fantasiestücke, Op. 111 comme suit :

« Ces trois courtes pièces étaient destinées à être jouées en séquence, mais cela ne semble pas être absolument essentiel. »

- 1. Sehr rasch, mit leidenschaftlichem Vortrag (Très rapide avec passion) (Molto vivace et appassionatamente), en do mineur. Incipit :

|  | A un beau souffle passionné et fait preuve d'une grande partie de la puissance et de l'inspiration de Schumann ; elle est, techniquement, assez exigeante. Durée : 2 à 3:45 minutes. |

- 2. Ziemlich langsam (Plutôt lent) (Piuttosto lento), en la bémol majeur. Incipit :

|  | Lyriquement beau et techniquement simple. Durée : 4:45 à 5:35 minutes. |

- 3. Kräftig und sehr markirt (Puissant et très marqué) (Con forza, assai marcato), en do mineur. Incipit :

|  | Un air de marche énergique, avec une section centrale contrastée et une coda comportant de gracieuses arabesques,. Durée : 3:15 à 3:45 minutes. |

## Au cinéma
- Dans le film de 1994 : Du fond du cœur Ziemlich langsam (pièce  no 2).

## Discographie sélective
- Claudio Arrau, Edition Schumann, compilation (7 CD) (opus 111 : CD 6, plage 2), 1991, Philips Classics 432308-2, Germany.
- Maria Grinberg, The Art of Maria Grinberg, enregistrements de 1946 à 1976 (34 CD) (opus 111 : CD 21, pièce enregistrée en 1970 par Melodiya), 2019, Scribendum SC814 (EAN 5060028048144).
- Andreas Haefliger, Schumann : Plusieurs pièces pour piano, 1988, Sony Classical 8869774024.
- Vladimir Horowitz, The Unreleased Live Recordings, 1966-1983 (Les enregistrements live inédits, 1966-1983), Sony Classical 88843054582.
- Antonín Kubálek, Piano music of Robert Schumann (plusieurs pièces dont l'opus 111), 1988,  Dorian DOR-90116.
- Kun-Woo Paik, Schumann, 2020, Deutsche Grammophon UPC 00028948551460.
- Éric Le Sage, Schumann project: The Complete Piano Solo Music (opus 111 : CD 6, plages 10-12), 2012, Alpha  (EAN 3760014198137).